# Megacyllene powersi
Megacyllene powersi är en skalbaggsart som beskrevs av Linsley och Chemsak 1963. Megacyllene powersi ingår i släktet Megacyllene och familjen långhorningar. Inga underarter finns listade i Catalogue of Life.